# 618
618 (DCXVIII) fue un año común comenzado en domingo del calendario juliano, en vigor en aquella fecha.

## Acontecimientos
- 18 de junio: Entronización en China de la dinastía Tang. Tras varias luchas internas, Li Yuan, alto oficial de la Dinastía Sui, funda la Dinastía recupera para China la unidad territorial y la prosperidad que no gozaba desde la época de los Han.[1]
- Comienzo de una guerra civil en Medina.
- Los toltecas fundan Xalisco.
- Establecimiento del Imperio tibetano (fecha probable).

## Fallecimientos
- 8 de noviembre: Adeodato I, papa.